# Giacomo Filippo Landesio
Giacomo Filippo Landesio (1696 – 1762-1763) è stato un organaro italiano.
Fu uno dei più eminenti maestri d’organo piemontesi del Settecento. La sua opera, richiesta ed apprezzata in un ambito territoriale molto vasto, comprendente le città di Biella, Carmagnola, Chieri, Cuneo, Mondovì, Pinerolo e Saluzzo, oltre numerosi altri centri minori, fu in più occasioni svolta in collaborazione con architetti di grande fama quali Francesco Gallo e Bernardo Vittone.

## Biografia
Nacque nel 1696 a Levaldigi (CN) da una famiglia di nobili origini e si trasferì a Centallo (CN) nel 1718 in occasione del matrimonio. In questa località risiedette e tenne bottega per tutto l’arco temporale durante il quale allo stato attuale delle ricerche è documentata la sua attività di organaro, dalla fine del 1727 al principio del 1762. La sua scomparsa avvenne fra il marzo 1762 ed il maggio 1763, ma non a Centallo, dove non è registrato l’atto di morte.
Appartenente al notabilato locale, non si conoscono le motivazioni che lo spinsero ad intraprendere la professione di organaro, né è noto dove e da chi possa aver appreso l’arte organaria; così come non è del tutto chiaro a chi egli possa averla trasmessa: l’attività del figlio maggiore, Nicola Martino, risulta documentata in collaborazione con il padre, ma solo fino alla scomparsa di quest’ultimo; mentre forti analogie tecniche riscontrate con gli strumenti costruiti durante la seconda metà del Settecento dall’organaro Giovanni Battista Bima (attivo con bottega a Saluzzo) inducono ad ipotizzare che questi possa aver effettuato il proprio apprendistato presso la bottega di Centallo.
Gli organi di Giacomo Filippo Landesio, per il cui regesto ed analisi si rimanda alla letteratura specializzata, sono fedelmente improntati al modello classico italiano e presentano alcuni arcaismi costruttivi, l’elemento di novità timbrica essendo rappresentato esclusivamente da registri con l’armonico in terza (Cornetto ed ‘Eco al Cornetto’, ossia Sesquialtera).